# Owraschnoje (Kaliningrad, Tschernjachowsk)
Owraschnoje (russisch Овражное, 1947–2008 Owraschnaja, deutsch Blumental, litauisch Blumentalis) ist ein Ort in der russischen Oblast Kaliningrad. Er gehört zur kommunalen Selbstverwaltungseinheit Stadtkreis Tschernjachowsk im Rajon Tschernjachowsk.

## Geographische Lage
Owraschnoje liegt zehn Kilometer nordöstlich der Stadt Tschernjachowsk (Insterburg) in der Nähe der Kommunalstraße 27K-396, die bei Nismennoje (Rosenthal) von der Kommunalstraße 27K-175 abzweigt. Der Ort war bis nach 1945 Bahnstation an der Bahnstrecke Tschernjachowsk–Sowetsk (Insterburg–Tilsit).

## Geschichte
Das spätere Blumental wurde im Jahre 1829 gegründet. Am 12. Oktober 1896 wurde die Landgemeinde Augustlauken in den Gutsbezirk Blumenthal umgewandelt, der seit 1874 zum Amtsbezirk Neunischken (1938–1946: Neunassau) im Kreis Insterburg im Regierungsbezirk Gumbinnen der preußischen Provinz Ostpreußen gehörte. Im Jahre 1910 zählte das Gutsdorf Blumental 71 Einwohner.
Am 30. September 1928 wurde der Gutsbezirk Blumental in die Landgemeinde (Groß) Kamputschen eingegliedert und diese in „Blumental“ umbenannt. Die Zahl der Einwohner betrug nunmehr 1933 bereits 198 und 1939 noch 182.
Im Jahre 1945 kam Blumental mit dem nördlichen Ostpreußen zur Sowjetunion. 1947 erhielt der Ort die russische Bezeichnung „Owraschnaja“ und wurde gleichzeitig dem Dorfsowjet Kaluschski selski Sowet im Rajon Tschernjachowsk zugeordnet. 2008 kam der Ort zur Landgemeinde Kaluschskoje selskoje posselenije. Dabei wurde seine Schreibweise in „Owraschnoje“ geändert. Seit 2015 gehört Owraschnoje zum Stadtkreis Tschernjachowsk.

## Kirche
Kirchlich war das von einer überwiegend evangelischen Bevölkerung bewohnte Blumental bis 1945 dem Kirchspiel der Kirche Georgenburg (heute russisch: Majowka) zugeordnet und gehörte damit zum Kirchenkreis Insterburg in der Kirchenprovinz Ostpreußen der Kirche der Altpreußischen Union. Heute liegt Owraschnoje im Einzugsbereich der neu entstandenen evangelisch-lutherischen Gemeinde in Tschernjachowsk (Insterburg), die die Pfarrgemeinde der Kirchenregion Tschernjachowsk in der Propstei Kaliningrad der Evangelisch-lutherischen Kirche Europäisches Russland ist.